# Jimilian
Jimilian Ismaili (* 22. August 1994 in Laç, Albanien) ist ein albanisch-dänischer Popsänger aus Maribo.

## Karriere
Jimilian Ismaili stammt aus dem nordalbanischen Laç. Sein Vater Enver Ismaili ist ebenfalls Musiker; er wurde in seiner Heimat nach einem Auftritt am Nationalen Folklorefestival im Jahr 1983 bekannt. Als Jimilian etwa sechs Jahre alt war, wanderte seine Familie aus und kam über Belgien und das dänische Flüchtlingslager Sandholm nach Maribo. Er besuchte die Musikschule, lernte erst Klavier und nahm dann Gesangsunterricht. Mit zwölf Jahren nahm er mit dem Rap-Song Penge am Melodi Grand Prix junior, dem dänischen Vorentscheid für den MGP Nordic teil. Zusammen mit drei Kindern aus der Tanzschule trat er unter dem Namen Lil G an.
Als Jugendlicher nahm er dann Lieder auf und stellte sie ins Internet. Mit Videos wie Vibration und Elsker erreichte er Aufrufe in Millionenhöhe. 2009 veröffentlichte er ein erstes Album mit dem Titel Vejen mod toppen. Im Jahr darauf veröffentlichte er auch eine Single mit dem Rapper und Songwriter Blak. Einen ersten Charterfolg hatte er 2012 mit dem Song Hjerteslag, der Platz 20 der dänischen Top 40 erreichte. Im Jahr darauf hatte er mit Hvem gi’r dig lov einen weiteren Hit und mit seinem zweiten Album Ved du har mig schaffte er es auch in die Albumcharts. 2013 wurde er bei den MTV Europa Awards vor Medina und Nik & Jay als dänischer Interpret des Jahres ausgezeichnet.
Der eigentliche Durchbruch kam aber erst 2015 mit dem Lied Slem igen, das er zusammen mit Blak aufgenommen hatte. Es wurde ein Top-10-Hit und hielt sich über ein halbes Jahr in den Charts. Anfang 2016 erschien ein weiteres Album mit dem Titel Mig og mig selv, das ähnlich erfolgreich war wie die Single. Mit Sommer sindssyg und mit Klip, einer weiteren Kollaboration mit Blak, hatte er im selben Jahr zwei weitere Top-10-Hits.

## Diskografie

### Alben
| Jahr | Titel           | Höchstplatzierung, Gesamtwochen, AuszeichnungChartsChartplatzierungen (Jahr, Titel, Platzierungen, Wochen, Auszeichnungen, Anmerkungen) | Anmerkungen                                  |
| Jahr | Titel           | DK | Anmerkungen                                  |
| ---- | --------------- | --- | -------------------------------------------- |
| 2013 | Ved du har mig  | DK21 Gold · (1 Wo.)DK | Erstveröffentlichung: 13. Mai 2013           |
| 2016 | Mig og mig selv | DK9 ×2Doppelplatin · (29 Wo.)DK | Erstveröffentlichung: 15. Januar 2016 EP     |
| 2020 | Giomilian       | DK27 (2 Wo.)DK | Erstveröffentlichung: 7. August 2020 mit Gio |
| 2023 | Xhemilian       | DK4 (5 Wo.)DK | Erstveröffentlichung: 28. April 2023         |

Weitere Alben
- 2009: Vejen mod toppen

### Singles
| Jahr | Titel Album                      | Höchstplatzierung, Gesamtwochen, AuszeichnungChartsChartplatzierungen (Jahr, Titel, Album, Platzierungen, Wochen, Auszeichnungen, Anmerkungen) | Anmerkungen                                                            |
| Jahr | Titel Album                      | DK | Anmerkungen                                                            |
| ---- | -------------------------------- | --- | ---------------------------------------------------------------------- |
| 2012 | Hjerteslag Ved du har mig        | DK20 (3 Wo.)DK | Erstveröffentlichung: 1. Juli 2012 mit Poeten                          |
| 2013 | Hvem gi’r dig lov Ved du har mig | DK28 (1 Wo.)DK | Erstveröffentlichung: 7. Januar 2013                                   |
| 2014 | Jeg har glædet mig –             | DK26 (1 Wo.)DK | Erstveröffentlichung: 26. Mai 2014                                     |
| 2015 | Slem igen Mig og mig selv        | DK8 ×5Fünffachplatin · (34 Wo.)DK | mit Blak & Ceci Luca                                                   |
| 2016 | Sommer sindssyg –                | DK10 Platin · (12 Wo.)DK | Erstveröffentlichung: 10. Juni 2016                                    |
| 2016 | Klip –                           | DK4 Platin · (6 Wo.)DK | Erstveröffentlichung: 14. Oktober 2016 mit Blak                        |
| 2016 | Farvel –                         | DK18 Gold · (1 Wo.)DK | Erstveröffentlichung: 9. Dezember 2016                                 |
| 2016 | Giv mig noget –                  | DK11 Platin · (7 Wo.)DK | Erstveröffentlichung: 30. Dezember 2016                                |
| 2017 | Cockblock –                      | DK15 Gold · (5 Wo.)DK | Erstveröffentlichung: 17. März 2017                                    |
| 2017 | Det der –                        | DK22 (4 Wo.)DK | Erstveröffentlichung: 29. Dezember 2017                                |
| 2018 | Vai –                            | DK38 (1 Wo.)DK | Erstveröffentlichung: 2. Februar 2018                                  |
| 2018 | Kick –                           | DK2 Gold · (6 Wo.)DK | Erstveröffentlichung: 5. Oktober 2018 feat. 6ix9ine                    |
| 2019 | Efter mig Parkour                | DK26 Platin · (5 Wo.)DK | Erstveröffentlichung: 17. Mai 2019 feat. Skinz                         |
| 2019 | Monte Carlo –                    | DK16 Platin · (6 Wo.)DK | Erstveröffentlichung: 11. Oktober 2019 feat. Fouli                     |
| 2020 | Smid tøjet –                     | DK32 Platin · (9 Wo.)DK | Erstveröffentlichung: 27. März 2020                                    |
| 2020 | Sandheden –                      | DK36 Gold · (1 Wo.)DK | Erstveröffentlichung: 1. Mai 2020                                      |
| 2020 | Frisk på det hele –              | DK33 (1 Wo.)DK | Erstveröffentlichung: 19. Juni 2020                                    |
| 2020 | Dejlig –                         | DK1 ×2Doppelplatin · (18 Wo.)DK | Erstveröffentlichung: 2. Oktober 2020 feat. Fouli                      |
| 2021 | Vågen –                          | DK40 (1 Wo.)DK | Erstveröffentlichung: 15. Januar 2021                                  |
| 2021 | Kærlighedssangen –               | DK10 Gold · (9 Wo.)DK | Erstveröffentlichung: 12. Februar 2021                                 |
| 2021 | Lo lo –                          | DK12 Gold · (3 Wo.)DK | Erstveröffentlichung: 26. Februar 2021 mit Fouli                       |
| 2021 | Jeg kan lide din vibe –          | DK34 (2 Wo.)DK | Erstveröffentlichung: 9. April 2021 Skinz feat. Jimilian               |
| 2021 | Du & jeg –                       | DK12 Platin · (14 Wo.)DK | Erstveröffentlichung: 6. August 2021 mit Gobs                          |
| 2021 | Too Late –                       | DK35 (1 Wo.)DK | Erstveröffentlichung: 1. Oktober 2021                                  |
| 2022 | Har det fucking godt –           | DK5 Platin · (17 Wo.)DK | Erstveröffentlichung: 13. Januar 2022                                  |
| 2022 | From Paris to Berlin –           | DK6 Platin · (16 Wo.)DK | Erstveröffentlichung: 28. Januar 2022 Infernal feat. Branco & Jamilian |
| 2022 | Kærlighed i luften –             | DK38 (2 Wo.)DK | Erstveröffentlichung: 29. April 2022                                   |
| 2022 | Fuego –                          | DK39 (1 Wo.)DK | Erstveröffentlichung: 15. Juli 2022                                    |
| 2022 | Sort AMG –                       | DK26 (2 Wo.)DK | Erstveröffentlichung: 26. August 2022 RH feat. Jimilian                |
| 2023 | Wow Wow Xhemilian                | DK16 (2 Wo.)DK | Erstveröffentlichung: 13. Januar 2023 feat. Branco                     |
| 2023 | Fræk Xhemilian                   | DK12 Gold · (5 Wo.)DK | Erstveröffentlichung: 14. April 2023                                   |
| 2025 | For mig selv –                   | DK39 (1 Wo.)DK | Erstveröffentlichung: 21. Februar 2025 Skinz feat. Jimilian            |

Weitere Singles
- 2010: Elsker
- 2010: Finde dit smil igen (DK: Gold)
- 2010: Få dig et liv (feat. Enrico Blak)
- 2011: Toget er kørt (DK: Gold)
- 2013: Hem gi’r dig lov?
- 2013: Ved du har mig
- 2013: Ild i min flamme
- 2015: Damer på lager (DK: Platin)
- 2015: Syndflod (mit Sleiman & Db King, DK: Gold)
- 2016: Helt væk
- 2017: Laila (Sleiman feat. Jimilian, DK: Gold)
- 2020: Smid Tøjet / Frisk På Det Hele (Remix) (mit Hedegaard; DK: Gold)